# Восканян, Ашот Вагинакович
Ашо́т Вагина́кович Восканя́н (арм. Աշոտ Ոսկանյան, 24 апреля 1949, Ереван) — армянский политический деятель и дипломат.
- 1972 — окончил философское отделение исторического факультета Ереванского государственного университета, а в 1975 — аспирантуру при кафедре философии и логики Ереванского государственного университета.
- 1986 — прошёл стажировку по философии в Лейпцигском университете.
- 1975—1977 — работал преподавателем в Ереванском педагогическом институте иностранных языков.
- 1977—1988 — преподаватель, а в 1988—1995 — доцент Ереванского государственного университета.
- 1990—1995 — был депутатом верховного совета. Председатель постоянной комиссии по этике, член президиума верховного совета. Член «АОД».
- 1992—1993 — руководитель делегации ВС Армении на парламентском собрании ОБСЕ.
- 1993—1995 — председатель армяно-германской группы парламентариев ВС Армении. Член Конституционной комиссии ВС Армении.
- 1995 — делегат Армянского национального церковного собрания.
- 1995—1998 — был депутатом парламента. Член «АОД».
- 1995—1997 — постоянный представитель Армении в ОБСЕ и UNO в Вене, чрезвычайный и полномочный посол Армении в Австрии, Венгрии, Чешской Республике и Словакии (1996—1997, резиденция в Вене).
- С 1997 — чрезвычайный и полномочный посол Армении в ФРГ.
- 2000 — член германо-армянского общества.
- Доктор философии (1983. Тема: "Методология социальных наук, проблема идентичности').
- Академик МАНПО (2001).
- С 2001 — советник министра иностранных дел Армении.